# 庄头镇 (兴平市)
庄头镇，是中华人民共和国陕西省咸陽市兴平市下辖的一个乡镇级行政单位。

## 行政区划
庄头镇下辖以下地区：
庄头村、老官村、马村、仪空村、蔡西村、蔡东村、南于村、白家空村、北于村、岳阜村、八里村、金龙村、亢家村、流顺村和三吴村。